# Sequoia Capital
Sequoia Capital es una empresa de capital de riesgo fundada por Don Valentine en 1972. Los socios de la empresa son Don Valentine, Randy L. Ditzler, Greg McAdoo, Michael Moritz, Doug Leone, Gaurav Garg, Michael Goguen, Mark Stevens, Jim Goetz, Roelof Botha, y Mark Kvamme.
La empresa tiene oficinas en Estados Unidos, China, India, e Israel.  Sequoia ha fundado compañías prestándoles capital a los que la iniciaron, algunas empresas que se desarrollaron gracias a este capital son: Cisco Systems, Oracle, Apple, YouTube, Yahoo y Google.
Sequoia confió en Google cuando decidió comprar Youtube por 1650 millones de dólares. Se cree que Sequoia Capital invirtió 11 millones de dólares en esta operación, un 30% del coste total de YouTube.

## Inversiones
Sequoia fue fundada por Don Valentine en 1972. La firma invierte tanto en compañías privadas como públicas. Está especializada en las fases de incubación, semilla, startup, early stage y growth stage.
Ha invertido en más de 250 compañías desde 1972, incluyendo Apple, Google, Oracle, PayPal, Stripe, Youtube, Instagram, Yahoo!, WhatsApp, Klarna, Bolt, ByteDance El valor combinado del market value de dichas compañías llega a 1.4 trillones de dólares, el equivalente al 22% de todo Nasdaq. Su portafolio se compone principalmente de servicios financieros, salud, externalización y tecnología. A fecha de 2017 han logrado 68 OPVs y 203 adquisiciones.

## Portafolio
Compañías financiadas por Sequoia Capital:
| Nombre                    | Primera inversión        | Descripción | Estado                                           |
| ------------------------- | ------------------------ | --- | ------------------------------------------------ |
| Achates Power             | 6 de agosto de 2007      | Diesel engine systems. | Privado                                          |
| AdBrite                   | 26 de julio de 2004      | Sell advertising on their websites and blogs | Privado                                          |
| AdMob                     | 19 de mayo de 2006       | Mobile Advertising Marketplace. | Privado                                          |
| Advanced Power Projects   | 17 de marzo de 2008      | Power generation systems. | Privado                                          |
| Airbnb                    | 20 de abril de 2009      | Peer-to-peer red de viajes | IPO                                              |
| AMCC                      | 15 de septiembre de 1987 | Provides storage, embedded hardware and software solutions.                                                                                      | Público                                          |
| Amobee Media Systems      | 7 de enero de 2005       | Mobile Advertising Systems for Mobile Operators.                                                                                                 | Privado                                          |
| Appirio                   | 20 de junio de 2008      | SaaS systems integration services. | Privado                                          |
| Applabs Pvt Ltd           | 1 de enero de 1999       | Software Testing Company. | Privado                                          |
| Apple Inc.                | 1 de enero de 1978       | Designs and manufactures consumer electronics.                                                                                                   | IPO                                              |
| Aricent                   | 1 de septiembre de 2006  | Independent communications software company. | Privado                                          |
| Aruba Networks            | 19 de abril de 2002      | Delivers enterprise network access to users | Público                                          |
| Asia Media                | 21 de septiembre de 2005 | Electronic program guide systems. | IPO                                              |
| Atari                     | 1975                     | Coin-operated video games, coin-operated pinball machines and home game consoles.                                                                |                                                  |
| Atom Entertainment        | 14 de enero de 2000      | Distributes casual games, short films, and animations on the web.                                                                                | Acquired by Viacom/MTV                           |
| Bihu.com                  | 14 de diciembre de 2007  | In-game instant messaging services. | Privado                                          |
| Bolt                      | 2 de agosto de 2021      | Plataforma de movilidad y reparto | Privado                                          |
| Café Coffee Day           | 14 de julio de 2006      | Coffee distribution and retail services. | Privado                                          |
| Cafepress                 | 21 de enero de 2005      | Print-on-demand ecommerce site. | Privado                                          |
| CERNET-Koncept            | 17 de julio de 2008      | College social networking services. | Privado                                          |
| Challenge Games           | 24 de septiembre de 2007 | Online casual gaming services. | Privado                                          |
| Cisco                     | 14 de diciembre de 1987  | Networking hardware, software, and services. | Public                                           |
| Cotendo                   | 25 de enero de 2008      | Software-focused CDN technologies. | Privado                                          |
| Correlix                  | 22 de agosto de 2008     | Latency Intelligence™ systems. | Privado                                          |
| Data Connection           | 7 de enero de 2008       | Telephony software. | Privado                                          |
| Dmatek                    | 26 de marzo de 2009      | Provider of remote people monitoring technologies.                                                                                               | Privado                                          |
| Documentum                | 18 de octubre de 1993    | Enterprise content management. | IPO and later acquired by EMC                    |
| Dropbox                   | 24 de septiembre de 2007 | File sharing and storage. | Privado                                          |
| eCardio                   | 6 de junio de 2009       | Provider of products and services that improve the diagnosis of cardiac arrhythmias.                                                             | Privado                                          |
| Electronic Arts           | 6 de diciembre de 1982   | Distributor of computer and video games. | IPO                                              |
| Eloan                     | 2 de septiembre de 1998  | Financial services company that offering home mortgage, home equity, and auto loans.                                                             | IPO                                              |
| FirstSource               | 13 de junio de 2001      | Provider of business process management services.                                                                                                | IPO                                              |
| Fireworks AI              | julio de 2024            | inteligencia artificial |                                                  |
| Flextronics               | 29 de junio de 1993      | Worldwide electronics design, fabrication, assembly, and test company.                                                                           | IPO                                              |
| Followap                  | 2 de junio de 2005       | Mobile Instant Messaging and Presence | Acquired by NeuStar                              |
| Funny or Die              | 17 de abril de 2007      | Large media company with multiple vertical websites, including funnyordie.com started with comedian Will Ferrell.                                | Privado                                          |
| GameGround                | 12 de mayo de 2009       | Web-based gaming console that allows gamers to manage, maximize, and broadcast their gaming activities.                                          | Privado                                          |
| Gene Security Network     | 8 de junio de 2007       | Bioinformatics technology services. | Privado                                          |
| GlobalLogic               | 31 de enero de 2008      | Outsourced software development services. | Privado                                          |
| Google                    | 26 de mayo de 1999       | Search Engine. | IPO                                              |
| Gracenote                 | 26 de junio de 2002      | Digital media data management software. | Privado                                          |
| Green Dot Corporation     | 27 de febrero de 2003    | Prepaid credit cards. | Privado                                          |
| Guruji.com                |                          | Local search services. | Privado                                          |
| Idea Cellular             | 27 de noviembre de 2006  | Cellular services, SMS services and mobile communication devices.                                                                                | IPO                                              |
| imeem                     | 15 de diciembre de 2006  | Social media networking services. | Privado                                          |
| Infoblox                  | 1 de abril de 2003       | Core network services. | Privado                                          |
| Isilon                    | 3 de julio de 2002       | Modular network storage solutions designed for large digital files.                                                                              | IPO                                              |
| IT Structures             | 3 de abril de 2008       | Virtual sales engagement software. | Privado                                          |
| Jajah                     | 4 de noviembre de 2005   | Consumer VoIP services. | Privado                                          |
| Jawbone (headset)         | 31 de agosto de 2007     | Bluetooth headsets. | Privado                                          |
| Jive Software             | 9 de agosto de 2007      | Enterprise 2.0 collaboration software. | Privado                                          |
| Joost                     | 2007                     | Online TV services. | Privado                                          |
| JustDial                  | 19 de junio de 2009      | Local search engine in India. | Privado                                          |
| Kayak.com                 | 17 de diciembre de 2004  | Travel search services. | Privado                                          |
| Kenshoo                   | 11 de diciembre de 2007  | Search Engine Marketing Platform. | Privado                                          |
| Klarna                    | 5 de mayo de 2010        | Plataforma de pagos | Privado                                          |
| LinkedIn                  | 7 de noviembre de 2003   | Online network that helps you find and be found by former colleagues.                                                                            | Privado                                          |
| LogLogic                  | 27 de octubre de 2003    | Log data systems. | Privado                                          |
| Loopt                     | 2 de noviembre de 2005   | Mobile social networking services. | Privado                                          |
| Luxim                     | 3 de agosto de 2003      | Solid state high intensity light source technology.                                                                                              | Privado                                          |
| LSI Logic                 | 20 de enero de 1981      | Provider of silicon, systems and software technologies.                                                                                          | IPO                                              |
| Mahalo.com                | 14 de febrero de 2006    | Human powered search services. | Privado                                          |
| Makeblock.cc              | 01 de diciembre de 2014  | OpenSource Educational Robot Construction Platform                                                                                               | Privado                                          |
| Mark Logic                | 25 de febrero de 2003    | XML server software. | Privado                                          |
| Meebo                     | 15 de diciembre de 2005  | Instant messaging services. | Privado                                          |
| Mellanox Technologies     | 1 de junio de 1999       | Provider of InfiniBand technology. | IPO                                              |
| Meraki                    | 2 de 15 de 2006          | Mesh wireless networking. | Privado                                          |
| Merlin Securities         | 12 de diciembre de 2007  | Prime brokerage services, trading and reporting technology for hedge funds.                                                                      | Privado                                          |
| Microchip Technology      | 6 de abril de 1989       | Manufacturer of microcontroller, memory and analog semiconductors.                                                                               | IPO                                              |
| Netezza                   | 10 de julio de 2003      | Provider of enterprise data warehouse appliances.                                                                                                | IPO                                              |
| Netscreen                 | 21 de mayo de 1998       | Networking and security solutions. | IPO and later acquired by Juniper Networks, Inc. |
| Netshops                  | 12 de mayo de 2006       | Niche retailer services. | Privado                                          |
| NetApp                    | 23 de septiembre de 1994 | Provides an integrated solution that enables storage, delivery, and management of network data.                                                  | IPO                                              |
| NVIDIA                    | 2 de julio de 1993       | Technologies for video cards, graphics cards, notebooks, workstations, and desktop PCs.                                                          | IPO                                              |
| OpenDNS                   | 30 de junio de 2009      | Provides free security and infrastructure services that make the internet safer through integrated web content filtering, anti-phishing and DNS. | Adquirido por Cisco Systems en 2015              |
| Paypal                    | 2 de agosto de 1999      | Internet payment services. | IPO and later acquired by Ebay                   |
| Plaxo                     | 1 de marzo de 2002       | Address book services. | Adquirido por Comcast en 2008.                   |
| PixelWorks                | 29 de abril de 1998      | Designs, develops and markets highly integrated system-on-a-chip solutions for broadband communications.                                         | IPO                                              |
| PMC-Sierra                | 11 de enero de 1984      | Broadband communications and storage chips. | IPO                                              |
| Pontis                    | 14 de diciembre de 2006  | Carrier integrated marketing software. | Privado                                          |
| Pure Digital Technologies | 3 de marzo de 2005       | Digital imaging systems, including the Flip Video family of digital camcorders.                                                                  | Adquirido por Cisco.                             |
| Rackspace                 | 28 de marzo de 2000      | Managed hosting service provider. | IPO                                              |
| Rayspan                   | 15 de junio de 2007      | Metamaterial air interface systems. | Privado                                          |
| Renhe                     | 28 de diciembre de 2007  | Commercial property development services. | Privado                                          |
| RingCentral               | 8 de diciembre de 2006   | Small business telecommunications services. | Privado                                          |
| RockYou                   | 9 de enero de 2007       | Slideshow widgets. | Privado                                          |
| Royal Orchid Hotels       | 6 de octubre de 2007     | Hotel chain catering to business travelers. | IPO                                              |
| Ruckus                    | 4 de noviembre de 2002   | Smart Wi-Fi systems. | Privado                                          |
| Satellier                 | 2000                     | Outsourced AEC design services. | Privado                                          |
| Satnav Technologies       | 28 de mayo de 2008       | Mobile mapping and navigation services. | Privado                                          |
| SCIOinspire               | 17 de diciembre de 2007  | Healthcare accounting services. | Privado                                          |
| Silent Communication      | 1 de noviembre de 2007   | Call completion services for mobile operators.                                                                                                   | Privado                                          |
| Sourcefire                | 16 de enero de 2004      | Network security. | IPO                                              |
| Stardoll                  | 15 de junio de 2006      | Girls social networking. | Privado                                          |
| Storwize                  | 1 de junio de 2007       | Storage compression systems. | Privado                                          |
| Sugar Inc.                | 12 de septiembre de 2006 | Women's publishing. | Privado                                          |
| Tokbox                    | 3 de agosto de 2007      | Video communications services. | Privado                                          |
| Trulia                    | 7 de mayo de 2007        | Real estate search services. | Privado                                          |
| Ujjivan                   | 1 de diciembre de 2008   | Microfinance services. | Privado                                          |
| Visual Tao                | 12 de mayo de 2009       | SaaS technologies that enable users to edit 2D and 3D CAD and geospatial data from every internet enabled machine.                               | Privado                                          |
| Widgetbox                 | 1 de mayo de 2007        | Widget marketplace services. | Privado                                          |
| Xoom Corporation          | 19 de diciembre de 2003  | Global money transfer services. | Privado                                          |
| Yahoo!                    | 5 de abril de 1995       | Web Portal. | IPO                                              |
| YouTube                   | 21 de octubre de 2005    | Hosts user-generated videos. | Acquired by Google                               |
| Yodlee                    | 1 de octubre de 1999     | Online data aggregation and online Bill Pay service provider.                                                                                    | Privado                                          |
| Zappos.com                | N/A                      | Online Retailer | Privado                                          |